# SR51
SR51 – wagony rewizyjne używane przez PKP, DR i ČSD a po zjednoczeniu Niemiec również przez DB. Obecnie są wycofane z użytku.

## Historia

### Geneza
Po drugiej wojnie światowej polska kolej był elektryfikowana w bardzo dużym tempie. W 1948 rząd podjął uchwałę o elektryfikacji linii Warszawa-Gliwice wraz z odgałęzieniem do Łodzi. W tym czasie polski przemysł nie produkował żadnych pojazdów elektrycznych. Dodatkowo nie produkowano jednostek rewizyjnych sieci trakcyjnej. W tej sytuacji rząd zadecydował o imporcie takich pojazdów z NRD, która miała znacznie większe doświadczenie w obsłudze linii zelektryfikowanych. W 1950 podjęto współpracę ze wschodnioniemiecką firmą VEB Waggonbau. W podobnej sytuacji znajdowała się Czechosłowacja, która również była zainteresowana importem takich maszyn.

### PKP
Pierwszym zarządem który otrzymał wagony rewizyjne SR51 były PKP. Pierwsze dwa z ośmiu wagonu zostały dostarczone już w 1954, pozostałe rok później. Początkowo nosiły oznaczenie 090 lecz już w 1960 zostały zmienione na SR51. Pojazdy SR51, mimo że zostały zaprojektowane do konserwacji sieci trakcyjnej, początkowo służyły głównie przy elektryfikacji szlaków kolejowych. Pierwszy pojazd tej serii został skasowany już w 1979 po 24 latach pracy, natomiast SR51-05 jako ostatni czynny pojazd tej serii został wycofany w 1996 roku. W ostatnich latach pojazd ten pracował bez napędu własnego jako wagon pomiarowy.
| Numer | Rok produkcji | Rok wycofania | Przebieg służby |
| ----- | ------------- | ------------- | --- |
| 01    | 1954          | 1980          | MD Piotrków Tryb. |
| 02    | 1954          | 1987          | MD Warszawa Wschodnia MD Poznań Osobowa MD Poznań Franowo MD Ostrów Wlkp. MD Poznań Główny MD Ostrów Wlkp. MD Leszno MD Ostrów Wlkp. |
| 03    | 1955          | 1979          | MD Warszawa Wschodnia MD Warszawa Odolany MD Tłuszcz MEL Czachówek MD Tłuszcz ? MD Tłuszcz                                           |
| 04    | 1955          | 1985          | MD Piotrków Tryb. |
| 05    | 1955          | 1996          | MD Katowice MD Gliwice MD Częstochowa MD Katowice MD Gliwice                                                                         |
| 06    | 1955          | 1981          | MD Gdańsk Południe MD Gdańsk Zaspa                                                                                                   |
| 07    | 1955          | 1980          | MD Piotrków Tryb. |
| 08    | 1955          | 1980          | MD Warszawa Wschodnia MD Warszawa Odolany MD Tłuszcz MEL Komorów MD Tłuszcz                                                          |

Źródło:

### DR

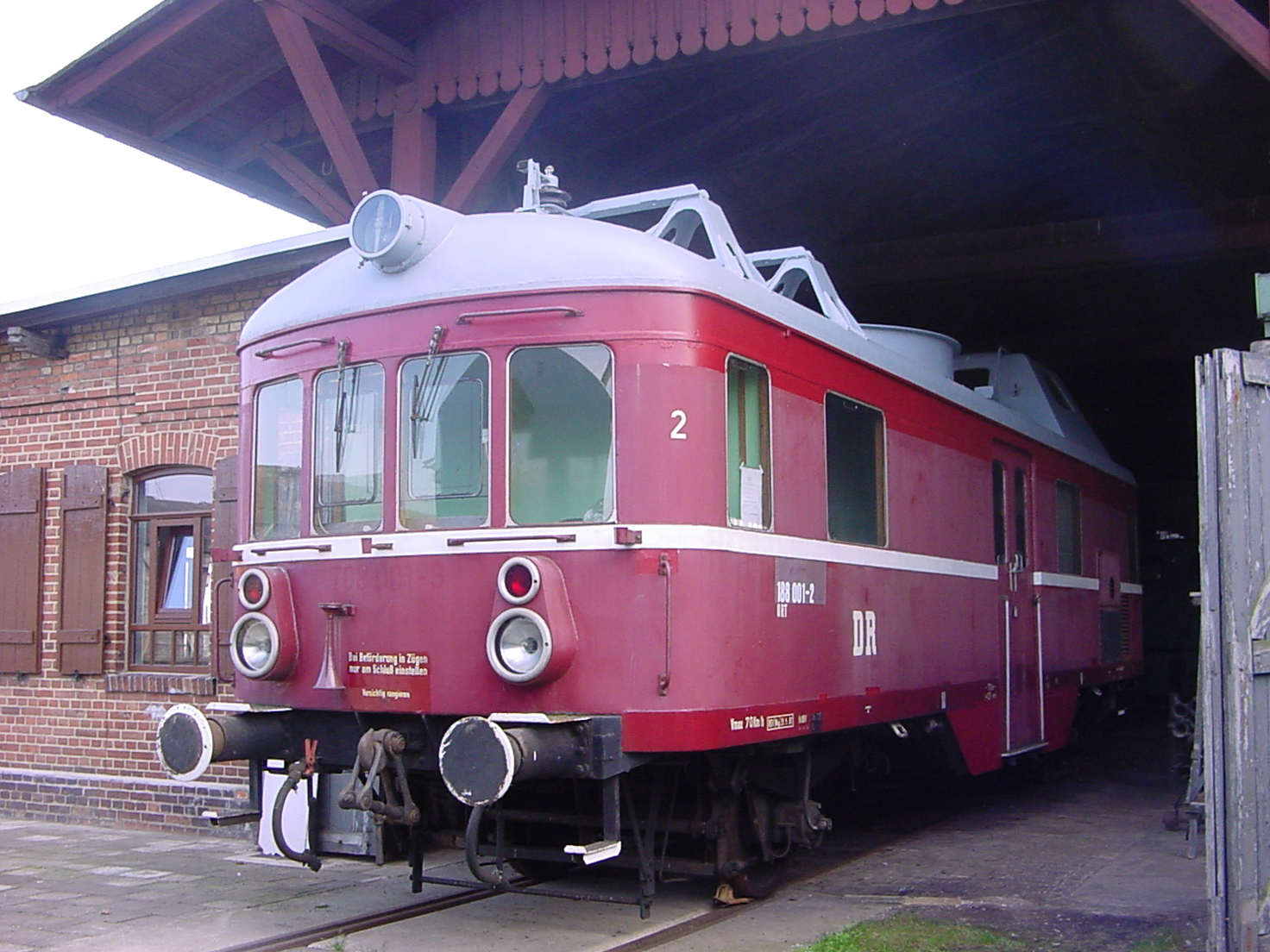
Zabytkowy wagon silnikowy w Staßfurt

Koleje wschodnioniemieckie w latach 1956-1958 otrzymały pięć wagonów rewizyjnych, które różniły się od eksportowanych technicznymi szczegółami platformy roboczej. Dodatkowo wagony wyprodukowane w 1958 roku otrzymały mocniejszy silnik wyprodukowany przez zakłady VEB Dieselmotorenwerk Berlin-Johannisthal. Były wykorzystywane do utrzymania sieci trakcyjnej. Wagony zostały wyposażone w pantograf pomiarowy, obracaną mechanicznie platformę roboczą oraz dodatkowo składaną drabinę o wysokości dziewięciu metrów. Podwójne drzwi przesuwne prowadziły bezpośrednio do pomieszczenia warsztatu, po lewej stronie znajdowała łazienka z toaletą i umywalką. Po prawej stronie znajdowały stoły i szafki boczne na ścianie oraz wieża obserwacyjna ogrzewana piecem koksowniczy, Obok znajdowało się wejście do kabiny maszynisty. Między drzwiami wejściowymi zlokalizowana była klapa w podłodze umożliwiająca dostęp do silnika. Przejście do łazienki umożliwiał krótki korytarz z drzwiami prowadzący do salonu ze stołem, czterema krzesłami i szafką. Druga kabina maszynisty była oddzielona od salonu drzwiami. Obok zlokalizowano wejście na platformę naprawczą. Pantograf pomiarowy jest nad kabiną maszynisty. Wagony otrzymały początkowo oznaczenie ORT 135.7 później zostało zmienione najpierw w 1970 roku na 188.0 a w 1992 roku na 708.0. Wagony te zostały ostatecznie odstawione w połowie lat 90. Zostały zachowane trzy wagony rewizyjne.

### ČSD

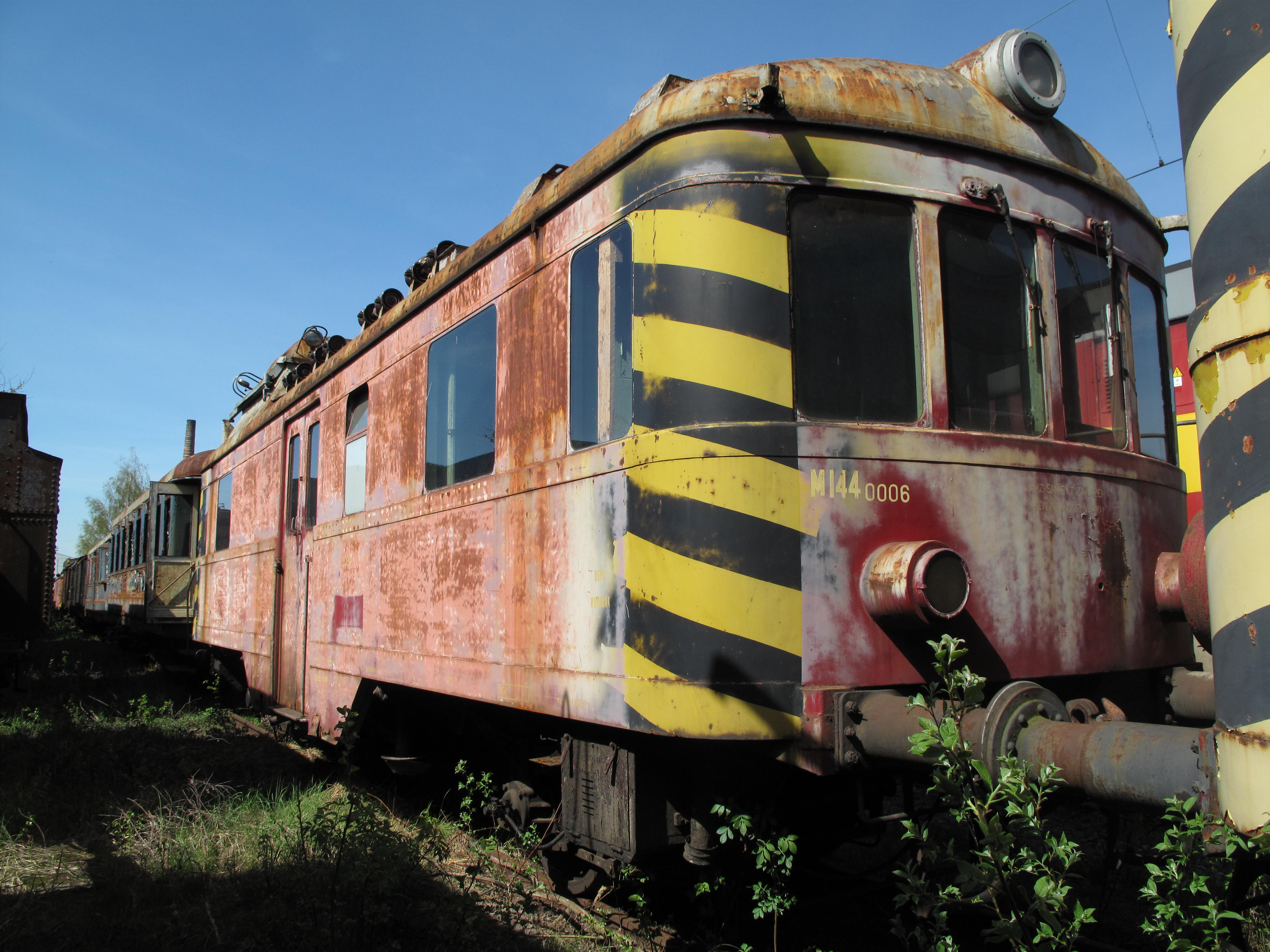
891 w Czeskiej Trzebowie

Największą partię tych wagonów (20 sztuk) kupiła Czechosłowacja, która wcześniej miała jeden podobny pojazd serii 890. Pojazdy te były produkowane w latach 1957-1961 i dostały oznaczenie M144.0. Początkowo Czesi kupi 6 kompletnych pojazdów. Później jednak zamawiali je bez silnika i montowali w nie silniki Tatra 301, które były najmocniejszymi silnikami występującymi w tych pojazdach. W połowie lat 70 Czechosłowacja zakupiła nowocześniejsze wagony rewizyjne, jednakże seria M144.0 nadal była na służbie. W 1988 nastąpiła zmiana oznaczeń na 891. W połowie lat 90 nastąpiła kasacja prawie całej serii. Obecnie został zachowany jedynie pojazd 891.016, który jest w słabym stanie technicznym.

### DB
Pojazdy tej serii pojawiały się na DB dopiero po zjednoczeniu Niemiec. Wycofane zostały z eksploatacji w połowie lat 90.

## Konstrukcja

### Pudło
Pudło wagonu było stalowe, samonośne. Konstrukcja ścian opierała się na szkielecie stalowym wykonanym z walcowanych kształtowników natomiast poszycie w profili giętych blach stalowych. Podłoga została wykonana z blachy falistej na której została ułożona podłoga z desek. Wnętrze wagonu zostało wykończone płytami pilśniowymi. System ten jest standardową konstrukcją ścian wagonów pasażerskich, budowanych ówcześnie. Jedyną izolacją termiczną było powietrze pomiędzy połaciami bocznymi. Pudło miało po jednej parze drzwi umieszczonych centralnie na ścianie bocznej. Drzwi były dwuskrzydłowe przesuwne w szczeliny boczne, takie rozwiązanie jest stosowane między innymi w EN57. Wagon SR51 miał obie osie nieskrętne przymocowane na zawieszeniu resorowym do pudła. Zawieszenie stanowiły jedynie resory dziewięciopiórowe.
Na obu końcach wagonu znajdowały się kabiny sterownicze, wyposażone w cztery okna. Kabiny sterownicze nie miały dodatkowych drzwi bezpośrednio na zewnątrz.

### Silnik i układ napędowy
Pojazdy serii SR51 miały różne rodzaje silników w zależności od wersji. Egzemplarze będące na stanie PKP miały najsłabszą wersję silnikową. Napędzały je silniki wysokoprężne EM6-20-7 produkcji wschodnioniemieckiej IFY. Moc maksymalna tej jednostki napędowej wynosiła 105KM (77,3kW), wagony niemieckie miały silniki 6 KVD o mocy maksymalnej 135KM natomiast dwa ostatnie silniki o mocy 150KM, jednostki czechosłowackie Tatra 301 o mocy maksymalnej 155KM. Silnik przekazywał napęd za pomocą przekładni mechanicznej Mylius cv2, która, mimo że została wynaleziona w 1922 roku, to wciąż była dobrą i niezawodną konstrukcją. Przekładnia miała 4 biegi, których przełączanie umożliwiało sprzęgło kołowe. Następnie napęd za pomocą wału Cardana był przekazywany na jedną oś. Układ napędowy pozwalał na rozwinięcie prędkości maksymalnej 70km/h, niezależnie od mocy silnika.

### Urządzenia na dachu
Na dachu SR51 znajdował się pantograf pomiarowy, który został zamontowany nad osią. Po drugiej stronie dachu znajdowała się wieżyczka pozwalająca na obserwację sieci trakcyjnej i jej współpracy z pantografem pomiarowym. Wieżyczka posiadała klapę górną umożliwiającą wyjście na dach pojazdu. Centralną część dachu zajmował pomost stały, który był wykorzystywany podczas robót.

### Ogrzewanie
Jednostka była dostosowana do pracy zimowej. Ogrzewanie zapewniał kocioł żebrowy HKW19 ogrzewający wodę, która była doprowadzana do grzejników. Do układu można było podłączyć chłodzenie silnika co powodowało z jednej strony, działanie motoru jako dodatkowego kotła a z drugiej nagrzewało zimny silnik przed startem.

## Malowanie i oznakowanie

### Malowanie
Malowanie PKP obiegało od malowania fabrycznego i było typowe dla służby ruchu w Polsce. Wagon był cały niebieski z cienkim żółtym pasem pod okiennym na całej długości pojazdu oprócz drzwi. Fragment ostoi pomiędzy zderzakami był pomarańczowy. Od strony pantografu na obu ścianach bocznych znajdował się biały napis "DO UTRZYMANIA SIECI TRAKCYJNEJ".
W pozostałych zarządach pojazdy te miały czerwone barwy, typowe dla DR. W czechosłowackich pojazdach obok drzwi była wymalowana pięcioramienna gwiazda.

### Oznakowanie
W Polsce początkowo wagony nosiły oznaczenie literowe Ms oraz liczbowe 090. Oznaczenie literowe oznaczało tylko wagon motorowy dwuosiowy natomiast liczbowe nie precyzowało nawet liczby osi. Po reformie w 1960 wagony dostały oznaczenie SR51, które nosiły do końca służby. Teoretycznie wagon powinien mieć oznaczenie SR50.
- S - pojazd spalinowy
- R - pojazd rewizyjny (warsztatowy)
- Liczba z zakresu 50-59 przekładnia mechaniczna, sterowanie pojedyncze.
- 51 - pierwszy (teoretycznie drugi) wagon o takich parametrach.